# Berrogüetto
Berrogüetto foi um grupo folk moderno, originário da Galiza que nasceu em 1996 e composto por:
- Anxo Pintos (gaitas, acordeão, flauta, saxofone soprano e piano)
- Guadi Galego (voz e gaita)
- Xabier Díaz (voz e gaita)
- Guilhermo Fernández (guitarras e baixo)
- Quico Comesanha (bouzouki, mandolina, harpa céltica, cítolas e banjo)
- Quim Farinha (violinos)
- Santiago Cribeiro (acordeão e teclados)
- Isaac Palacím (bateria e percusões)

Na sua discografia destacam-se os discos Navicularia e Hepta (2001). Alguns dos componhentes de Berrogüetto formaram parte anteriormente do grupo galego Matto Congrio, juntamente com outros artistas como Carlos Núñez.  No ano de 2002 foram nomeados para os Prémios de Música Grammy Latino 2002 na categoria de "Melhor álbum folk". No ano 2014 anunciaram sua dissolução.